# Stephan Báthory

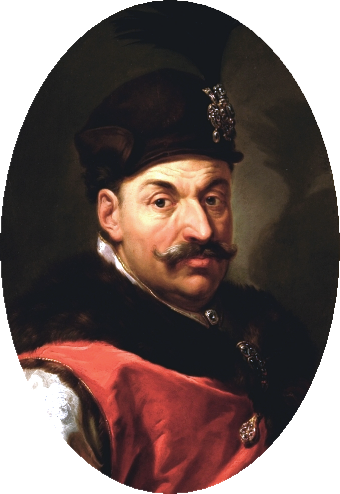
Stephan Báthory, König von Polen, Großfürst von Litauen, Fürst von Siebenbürgen

Stephan Báthory (ungarisch Báthory István [ˈbaːtori ˈiʃtvaːn], polnisch Stefan Batory, litauisch Steponas Batoras; * 27. September 1533 in Szilágysomlyó, Ungarn, heute Rumänien; † 12. Dezember 1586 in Grodno, Polen-Litauen, heute Belarus) war 1571–1576 gewählter Fürst von Siebenbürgen und ab 1576, als König von Polen und Großfürst von Litauen, gleich seiner Gemahlin Anna Jagiellonica, gewähltes Staatsoberhaupt von Polen-Litauen.
Stephan Báthory gilt als das berühmteste Mitglied der Somlyó-Linie der Familie Báthory, zu der auch seine Nichte Elisabeth Báthory sowie der Reichsfürst Sigismund Báthory gehörten.

## Titulatur
Lateinische Titulatur: „Stephanus, Dei gratia rex Poloniae et magnus dux Lithuaniae, Russiae, Prussiae, Masoviae, Samogitiae, Kiioviae, Volhyniae, Podlachiae, Livoniaeque, necnon princeps Transylvaniae.“
Deutsche Übersetzung: „Stephan, durch Gottes Gnaden König von Polen und Großfürst von Litauen, Rus, Preußen, Masowien, Samogitien, Kiew, Wolhynien, Podlachien, Livland, ebenso Fürst von Siebenbürgen.“

## Leben und politischer Werdegang

### Wahl zum Fürsten von Siebenbürgen
Stephan Báthory wurde als Sohn des gleichnamigen transsilvanischen Adligen Stephan Báthory von Somlyó (auch István Báthory) geboren. Er trat in die Dienste von Johann Sigismund Zápolya, der König von Ungarn und ab 1570 Fürst von Siebenbürgen war. Als dieser ohne natürlichen Nachfolger starb, wurde Báthory am 25. Mai 1571 mit politischer Unterstützung durch Sultan Selim II. von den ungarischen Ständen in Alba Iulia zum Fürsten von Siebenbürgen gewählt, gegen den Widerstand von Kaiser Maximilian II. und gegen den Willen seines Vorgängers, der Gáspár Bekes zu seinem Nachfolger bestimmt hatte. Als dieser auf seinem Thronanspruch bestand, folgte ein Bürgerkrieg, in dem Báthory seinen Rivalen mit Hilfe seines Bruders Christoph Báthory schließlich aus Siebenbürgen verjagte.

### Wahl zum König und Großfürsten von Polen-Litauen

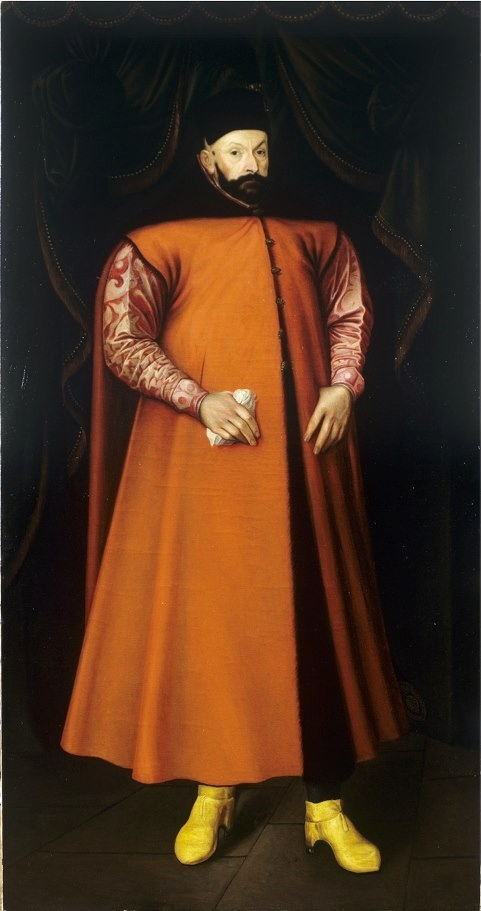
Stephan Báthory, Fürst von Siebenbürgen, König und Großfürst von Polen-Litauen, 16. Jh.

Im Juni 1574 wurde der polnische Thron vakant, da Heinrich von Valois die Herrschaft niedergelegt hatte und als neuer König von Frankreich in seine Heimat zurückgekehrt war. Daraufhin brach eine Nachfolgedebatte unter der wahlberechtigten Aristokratie aus, da sich, wie ein Jahr zuvor, der Habsburger Maximilian II. als Kandidat des Senats ins Spiel brachte. Als Nachfolgerin wurde 1575 Anna Jagiellonica, die Schwester des letzten Jagiellonen, König Sigismund II. August zur Herrscherin gewählt. Da sie mit 53 Jahren noch unverheiratet war, wurde ihr insbesondere dank der Unterstützung des Kanzlers Jan Zamoyski aber Báthory 1576 als Gemahl ausgesucht und zum rechtlich gleichrangigen Herrscher gewählt.
Als er von dieser gänzlich unerwarteten Beförderung erfuhr, rief Báthory die siebenbürgischen Stände in Mediasch zusammen und überzeugte sie davon, seinen Bruder Christoph zu seinem Nachfolger als Fürsten zu wählen. Dann eilte er nach Krakau, heiratete Anna, und wurde am 1. Mai mit beispielloser Pracht gekrönt. Anfänglich war seine Stellung extrem schwierig. Dies änderte sich jedoch mit dem plötzlichen Tod von Kaiser Maximilian II., gerade in dem Moment, als er zusammen mit Zar Iwan IV. in Polen einzumarschieren plante. Obwohl Stephan auch weiterhin tiefes Misstrauen gegen die Habsburger hegte, willigte er zuletzt in ein Verteidigungsbündnis mit dem Kaiserreich ein, das vom päpstlichen Nuntius bei seiner Rückkehr nach Rom 1578 eingefädelt wurde.

### Die Herrschaft in Polen
Die wichtigsten Ereignisse von Stephan Báthorys Herrschaft können hier nur kurz angeschnitten werden. Die bedeutende Hansestadt Danzig fürchtete um ihre Privilegien und verweigerte dem neuen König die Huldigung, solange dieser nicht ihren Autonomiestatus bestätigen würde. Danzig hatte, wie andere Hansestädte, ein eigenes Heer zur Verteidigung. Danzig stand auf der Seite Kaiser Maximilians II., der der Stadt weitgehende Privilegien zugestand, sollte sie sich bei der Königswahl auf seine Seite schlagen. Unterstützt durch ihren immensen Reichtum, beinahe uneinnehmbare Befestigungen und Unterstützung durch Dänemark, hatte sie ihre Tore vor dem Versuch der Eroberung durch den neuen Monarchen Polens verschlossen. Zwei polnische Versuche, die Stadt einzunehmen, scheiterten.
Nach für Danzig erfolgreich verlaufenden Kämpfen an der Weichselmündung wurde am 12. September 1577 auch die zweite Belagerung erfolglos abgebrochen. König Stephan Báthory war gezwungen, die Privilegien der Hansestadt Danzig vom 16. Juni 1454, 9. Juli 1455 und 25. Mai 1457 (eigene Außenpolitik, Recht auf unabhängige Kriegsführung, eigene Verwaltung, deutsche Amtssprache und Recht; nach 1525/1557 auch lutherisches Bekenntnis) gegen eine symbolische Geldzahlung zu bestätigen. Stephan hatte anderseits durch den Erhalt einer beträchtlichen Geldzahlung als „Entschuldigung“ sein Gesicht gewahrt und war nun in der Lage, sich auswärtigen Angelegenheiten zu widmen.

#### Im Krieg gegen das Zarentum Russland und der Waffenstillstand von Jam Zapolski

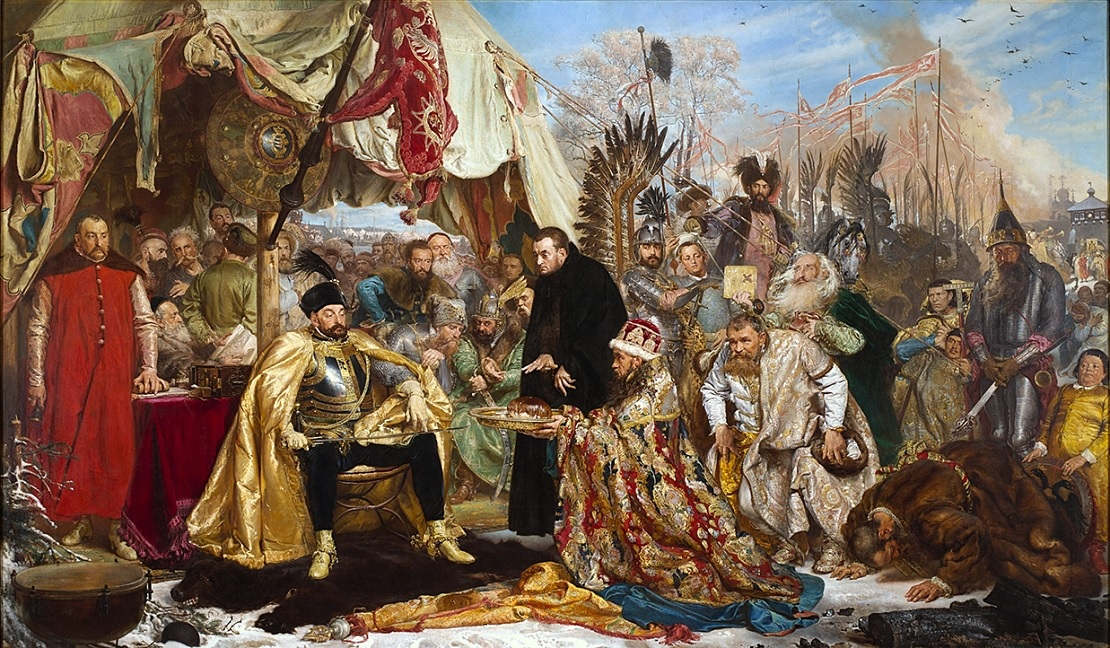
Das Historiengemälde „König Stephan Báthory bei Pleskau“ von Jan Matejko aus dem Jahr 1872 zeigt, wie Báthory von den Bojaren von Pskow, zur Zeit des Livländischen Krieges, die traditionelle Willkommensgabe von Brot und Salz als Zeichen der Kapitulation der Stadt entgegennimmt (die in Wirklichkeit nie erfolgte). Hinter dem König stehend Kanzler Jan Zamoyski im roten Gewand.

Die Schwierigkeiten mit dem osmanischen Sultan Murad III. wurden vorübergehend durch einen Waffenstillstand beigelegt, der am 5. November 1577 unterzeichnet wurde; der polnische Reichstag in Warschau wurde überzeugt, Stephan finanzielle Unterstützung für den Krieg gegen das Zarentum Russland zu gewähren. Drei Feldzüge (1579–1582) folgten, mit ermüdenden Märschen und erschöpfenden Belagerungen. Obwohl Báthory wiederholt von der Knauserigkeit des Reichstages behindert wurde, konnte er militärische Erfolge erzielen. Seine geschickte Diplomatie ermöglichte es ihm gleichzeitig, das Misstrauen der Hohen Pforte und des römisch-deutschen Kaisers zu beschwichtigen.
Im Jahr 1581 drang Stephan erneut bis ins Herz des „Moskowiter Reiches“ ein, und am 22. August stand er vor der alten Stadt Pskow, deren Größe und imposante Befestigungen der polnischen Armee Respekt einflößten. Der päpstliche Gesandte Possevino protestierte. Ihn hatte die Kurie ausdrücklich von Rom geschickt, um zwischen dem orthodoxen Zaren und dem katholischen König von Polen zu vermitteln, da die Kurie die Vision einer Vereinigung der beiden Kirchen vor Augen hatte. Trotzdem ging Stephan zur Belagerung von Pskow über. Nach erfolgloser halbjähriger Belagerung unterschrieben er und Iwan IV., genannt „der Schreckliche“, am 15. Januar 1582 den Vertrag von Jam Zapolski, in dem ein Waffenstillstand von 10 Jahren vereinbart wurde. Durch diesen Vertrag trat der Zar die Stadt Polozk und Teile Livlands, die er seit dem Livländischen Krieg besetzt hielt, an die polnisch-litauische Krone ab.

#### Jesuitenzeit

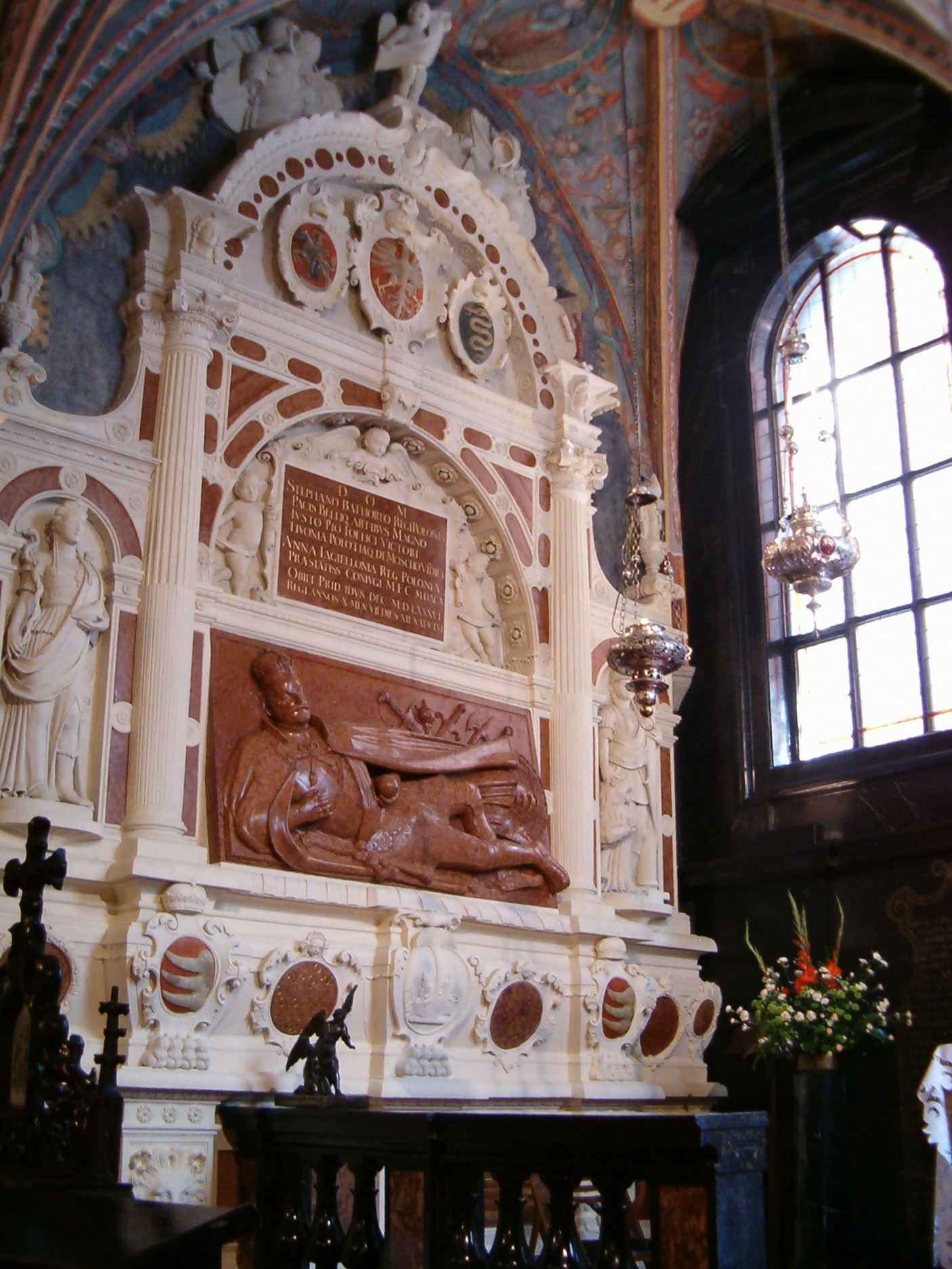
Grabmal in der Wawel-Kathedrale

Innenpolitisch war der Hauptgesichtspunkt von Stephans Regierungszeit die Etablierung der Jesuiten in Polen. Sie allein vermochten seine Pläne zu verstehen und zu unterstützen, mit denen er Polen, Litauen, Russland und Siebenbürgen (als Ausgangspunkt für die Wiedervereinigung des seit 1541 dreigeteilten Ungarn) in einem großen Staat vereinigen wollte, mit dem Ziel, die Osmanen schließlich aus Europa zu vertreiben. Dieses Vorhaben verlor sich mit seinem plötzlichen Tod durch einen Schlaganfall 1586. In diesem Zusammenhang wird er auch als Stifter der Universität von Vilnius 1579 (oder des vorangehenden Jesuitenkollegs 1568) genannt.
Stephan Báthory wurde zunächst im Königsschloss Łobzów beigesetzt und erhielt darauf ein monumentales Grabmal in der Wawel-Kathedrale zu Krakau.